# Walter Schüßler (Architekt)
Walter Schüßler (* 4. Juli 1906; † 1978) war ein deutscher Architekt und Baubeamter.

## Leben
Walter Schüßler studierte Architektur an der Technischen Hochschule München bei Heinrich Tessenow und German Bestelmeyer. Nach seinem Diplom 1930 arbeitete er mehrere Jahre als Referendar in der Oberpostdirektion Augsburg. 1932 bis 1934 arbeitete er als freier Architekt, häufig in Zusammenarbeit mit Knidlberger. 1934 wurde er zum Regierungsbaumeister (Assessor) ernannt. Während des Nationalsozialismus errichtete er als Mitarbeiter der Bauabteilung der Luftwaffe zahlreiche Partei- und Militärbauten. Die Zeit von 1945 bis 1947 verbrachte er als Kriegsgefangener in Frankreich.
In der Nachkriegszeit arbeitete er zunächst als Privatarchitekt, bis er dann 1951 bei der Oberpostdirektion Frankfurt eingestellt wurde und 1952 für Entwurf und Bauleitung des Bundespostministeriums in Bonn verantwortlich war. 1958 bis 1968 arbeitete er dann in der Oberpostdirektion Nürnberg. Schüßler wurde 1963 zum Oberpostdirektor ernannt und 1967 zum Amtspräsidenten. 1968 wurde Walter Schüßler pensioniert.

## Werk (Auswahl)
- Kraftwagenhalle in Füssen
- Einfamilienwohnhaus in München
- Wettbewerb für die Mustersiedlung Ramersdorf (1. Preis)
- Wettbewerb für die Friedhofskapelle in Erding (mit Knidlberger)
- Wettbewerb Haus der Arbeit. (mit Jäger und Knidlberger) (1934)
- Mahnmal der NSDAP (mit Knidlberger)
- Verkehrsfliegerschule am Fliegerhorst Giebelstadt[1]
- Luftgaukommando München (mit German Bestelmeyer)
- Flugplatz Wertheim am Main
- Flugplätze in Frankreich, Holland und Belgien
- Bundespostministerium in Bonn (1952)